# Pagode de la colline du tigre
La pagode de la colline du tigre (chinois : 虎丘塔 ; pinyin : hǔ qiū tǎ, ou 云岩寺塔, yúnyán sì tǎ, « tour du temple Yunyan ») est le principal vestige du temple de la colline du tigre, un ancien temple bouddhiste situé à Suzhou dans la province du Jiangsu en République populaire de Chine. Construite au Xe siècle et surélevé au XVIIe siècle, elle mesure 47 mètres de hauteur. À cause de ses fondations, la pagode est penchée de plus de deux degrés. 